# كريستوبال كروز
كريستوبال كروز (بالإسبانية: Cristóbal Cruz)‏ مواليد 19 مايو 1977 في تشياباس، هو ملاكم محترف مكسيكي يصنف ضمن فئة وزن الريشة. حقق بطولة الاتحاد الدولي للملاكمة.

## إحصائيات
خاض خلال مسيرته 64 نزالا، فاز في 40 وتعادل في 4 وخسر في 20. فاز بالضربة القاضية في 24 نزالا.

## روابط خارجية
- كريستوبال كروز على موقع بوكس ريك (الإنجليزية) (registration required)